# Firmina
Firmina — imię żeńskie pochodzenia łacińskiego, oznaczające "należąca do Firmusa" lub stanowiące żeńskie spieszczenie od imienia Firmus, które z kolei pochodzi od słowa firmus — "mocny, pewny, stały, trwały". 

Patronką tego imienia jest św.Firmina z Amelii, żyjąca w czasach cesarza Dioklecjana.
Firmina imieniny obchodzi 24 listopada.
Męski odpowiednik: Firmin